# Herat
Herat (en persa: هَرات‎) es una ciudad de Afganistán, situada en el oeste del país, en el valle del Hari Rud que nace en las montañas de Afganistán central y recorre el desierto de Karakum en Turkmenistán. Sobre una fértil área, Herat es tradicionalmente conocida por su vino. Es la capital de la provincia de Herat y su población es de 492 000 habitantes (2016) siendo la tercera ciudad más poblada del país.
Los tayikos o farsíes forman la mayoría de la población, seguidos por los pastunes, hazaras, uzbekos y otros grupos minoritarios. Todos los habitantes de la ciudad hablan el idioma persa.
Es una ciudad antigua con muchos edificios históricos, aunque estos han sufrido daños en varios conflictos militares durante las últimas décadas. Las edificaciones están, en general, construidas con ladrillos de adobe. La ciudad está dominada por las ruinas de la Ciudadela de Herat, construida por orden de Alejandro Magno. Durante la Edad Media, Herat se convirtió en una de las ciudades importantes de Jorasán, y fue conocida como «la Perla de Jorasán».
Está situada en el camino de las antiguas rutas comerciales entre India, China, el Oriente Medio y Europa. Los caminos de Herat a Irán, Turkmenistán, Mazār-e Šarīf y Kandahar son estratégicamente importantes.

## Historia
Herat se remonta a tiempos antiguos, pero su edad permanece desconocida. En tiempos del Imperio aqueménida (550-330 a. C.), los alrededores del distrito fueron conocidos como Haraiva (en persa antiguo), y según fuentes clásicas la región fue conocida como Aria (Areia). En el Avesta zoroastriano, la ciudad es mencionada como Haroiva. El nombre del distrito y su ciudad principal deriva del río principal de la región, el Hari Rud (antiguo persa harayu, ‘con velocidad’), el cual cruza el distrito y pasa justo al sur (5 km) de la moderna Herat. El nombrar una región y su principal ciudad por su río principal es una característica muy común en esta parte del mundo.
El distrito persa-aqueménida de Aria es mencionado en las listas provinciales que son incluidas en varias inscripciones reales, por ejemplo, en la inscripción de Behistún de Darío I (ca. 520 a. C.). Los gobernantes de los distritos son representados en relieves en las tumbas reales aqueménidas de Naqsh-e Rostam y Persépolis.
Heródoto llamó a Herat «el granero de Asia Central». En tiempos de Alejandro Magno, Aria fue evidentemente un distrito importante. Estaba administrado por un sátrapa, llamado Satibarzanes, quien fue uno de los tres funcionarios persas del este del imperio más importantes, junto con el sátrapa Besos (de Bactria) y Barsaentes (de Aracosia). A fines del 330 a. C., Alejandro Magno, capturó la capital ariana a la que llamó Artacoana (o Artacena «la pura», como menciona Estrabón). La ciudad fue reconstruida y se erigió la Ciudadela de Herat. Era parte del Imperio seléucida, pero fue conquistada por otros en varias ocasiones y se convirtió en parte del Imperio parto en el 167 a. C..

Durante el período del Imperio medio (hacia el 600 a. C.), Herat fue reconocida por el nombre de Aria, y fue gobernada por los imperios persas.

Durante el Imperio sasánida (226-652), "Harev" es listado en una inscripción en el Ka'ba-i-Zartosht en Naqsh-e Rostam; y "Hariy" es mencionado en el catálogo Pahlaví de las capitales provinciales del imperio. Aproximadamente en el 430, la ciudad es también listada por poseer una comunidad cristiana con un obispo nestoriano.
En los últimos dos siglos del gobierno sasánida el área y la ciudad de Aria/Herat fue de gran importancia en las continuas guerras entre los iraníes sasánidas y los chionitas y heftalitas, de origen huno, quienes se asentaron en la moderna Afganistán septentrional desde el último cuarto de siglo. La ciudad de Herat se convirtió también con la llegada de los árabes a mediados del siglo VII.
Cuando el ejército árabe apareció en Jorasán en el 650, Herat fue considerada una de las doce ciudades capitales del Imperio sasánida.
Alrededor de 786-809, Herat fue parte del Califato abásida. Más tarde, estuvo gobernada por los tahíridas. Después de 867-869 la dinastía safávida tomó el control.
Antes de 1040 fue gobernado por los gaznávidas, y tras esa fecha fue capturada por los selyúcidas. En 1175 fue conquistada por los guridas y sometido por los corasmios. En este período Herat se convirtió en un centro importante de producción de buenos metales, especialmente el bronce, a menudo decorados con incrustaciones elaboradas en metales preciosos.

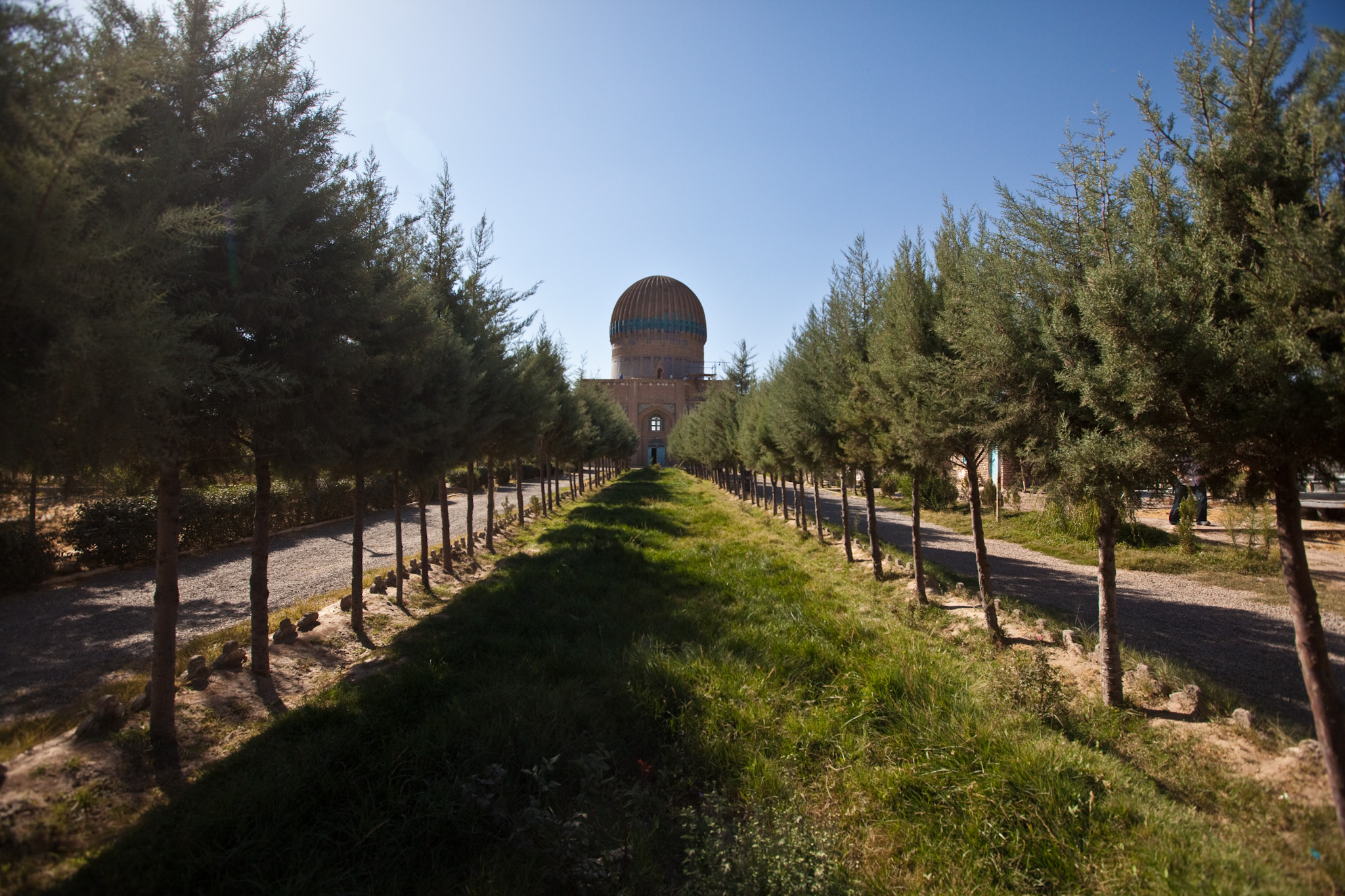
Restos de la Musallah.

En 1221 fue capturada por los mongoles y más tarde destruida por Gengis Kan. En 1236, el jagán Ogodei permitió a un grupo de artesanos heratitas que habían sido llevados a Mongolia volver a su ciudad natal. Eran unos cuarenta e iniciaron su reconstrucción. Para finales del siglo XIII Herat volvía a ser una de las principales ciudades de Jorasán.
En 1245 fue dada a Kart Maliks. Alrededor de 1381 fue destruida de nuevo por Tamerlán. Bajo el reinado de su hijo Shah Rukh fue reconstruida y se convirtió en un centro importante bajo el Imperio timúrida. En el año 1400 el complejo Musalla, «con muchos minaretes», fue construido durante el reinado de la reina Gawharshad. Su compleja tumba es considerada uno de los grandes monumentos de la escultura arquitectónica timúrida.
Basándose en testimonios de la época timúrida, Herat contaba con torres, un foso, un terraplén (jak-rez) y dos murallas (fasil). Estas últimas rodeaban el sharistán, tenían una longitud de 7300 pasos o más 2000 gaz, un ancho de 60 gaz y una altura de 30 gaz, estaban separadas por una distancia de 10 gaz entre sí y contaban aspilleras (fasil va makatali) y 5 puertas. Las puertas se llamaban Melik y Kipchak (lado norte), Iraquí (oeste), Firuzabad (sur) y Jush (este). La zanja tenía un farsaj de largo y 20 gaz de ancho. Había una gran torre en cada esquina (arkan) del sharistán, que estaba hecho sobre un terraplén de ladrillos y adobe. Cada torre o puerta estaba a cargo de un imán de una mahalla o del jefe (kalantar) de una aldea o de un gremio con experiencia militar.
La ciudadela tenía dos puertas en sus caras sur y norte, un diseño rectangular, torres en cada esquina, una gran zanja y un puente levadizo, estaba hecha de ladrillos y se encontraba sobre una colina artificial. Había una permanente preocupación de que las posiciones contaran con lanzas, flechas, ladrillos, etc.
Los «turcos de ovejas negras», Kara Koyunlu, establecieron su capital en Herat durante el siglo XV. En 1506 fue capturada por los uzbekos y pocos años más tarde fue devuelta por Shah Ismail Safavi, para convertirse en parte del nuevo Imperio persa.
Desde 1718 hasta 1863, hubo varias batallas hasta que la ciudad formó parte de la moderna Afganistán. Ahmad Shah Durrani tomó posesión de Herat en 1750, cuando se convirtió en parte del Imperio afgano después de casi un año de asedio. En 1824, la ciudad se convirtió en efectivamente independiente cuando el país fue dividido en tres por conflictos sucesorios. La ciudad sufrió significativamente el asedio persa en 1838 y fue devuelta por los persas en 1852 y de nuevo en 1856; durante años los británicos ayudaron a invertir este intento. La ciudad fue tomada por Dost Mohammed Jan en 1863, restaurando así su posición como parte del extenso país afgano.
Muchos de los complejos de Musallah en Herat fueron destruidos en 1885 por el ejército británico para tener un frente despejado para su artillería contra los invasores rusos (que nunca fueron).

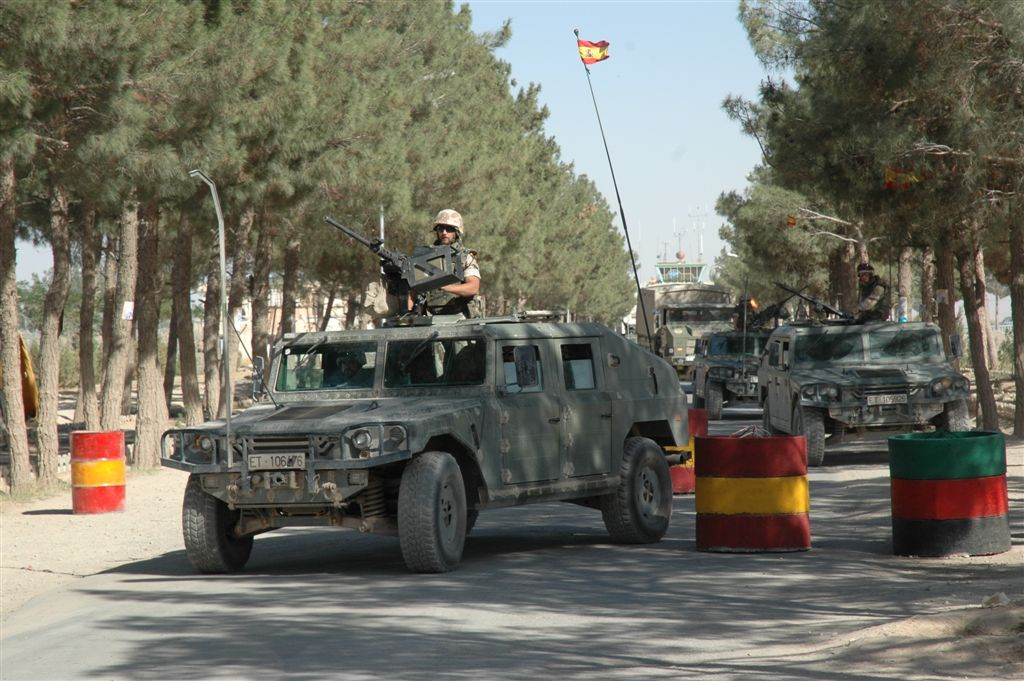
Presencia militar (española) en Herat (2005).

Durante la República Democrática de Afganistán, Herat fue utilizada por los soviéticos. Antes de la invasión soviética de finales de 1979, había una presencia substancial de observadores soviéticos en la ciudad con sus familias. Entre el 10 y el 20 de marzo de 1979 el ejército de Herat, bajo el control de Ismail Jan, se rebeló y 350 civiles soviéticos fueron asesinados. La URSS bombardeó la ciudad, causando una destrucción masiva y miles de muertes, y fue nuevamente recapturada con tanques y paracaidistas.
Ismail Khan se convirtió en un comandante muyahid y, luego que los soviéticos dejaran la ciudad, en gobernador de Herat. En 1995 la ciudad fue capturada por los talibán. El 12 de noviembre de 2001 fue capturada por la Alianza del Norte e Ismail Khan volvió al poder en la región. En el 2004, Mirwais Sadeq Jan, quien fue ministro de Aviación en Afganistán, y el hijo de Ismail Khan, fueron emboscados y asesinados en Herat. Más de 200 personas fueron arrestadas como sospechosas.
Actualmente Herat está bajo control total del nuevo gobierno afgano, al frente del cual se halla el ya electo presidente Hamid Karzai. Junto con el gobierno de Karzai, aquí se encontraron las fuerzas pacificadoras de la OTAN en misión para la seguridad y reconstrucción de Afganistán. En la provincia estaba un destacamento del Ejército español. La Base de Apoyo Avanzado de Herat era el punto neurálgico para la reconstrucción española de esta provincia del oeste de Afganistán. Situada junto al antiguo Aeropuerto Internacional de Herat, la base estaba ocupada por un contingente militar hispano-italiano y contaba con un hospital de campaña que atendía a todos los militares de la ISAF de esta región, así como a los diversos cooperantes internacionales, y estabs gestionado principalmente por médicos del ejército del aire español.
En junio de 2002, Irán y Afganistán firmaron un acuerdo para el establecimiento de una línea de ferrocarril entre Herat y Mashhad. La línea, de 191 km de longitud y cuyas obras comenzaron oficialmente el 29 de julio de 2006, pretende estimular el comercio iraní con Asia Central.

## Demografía

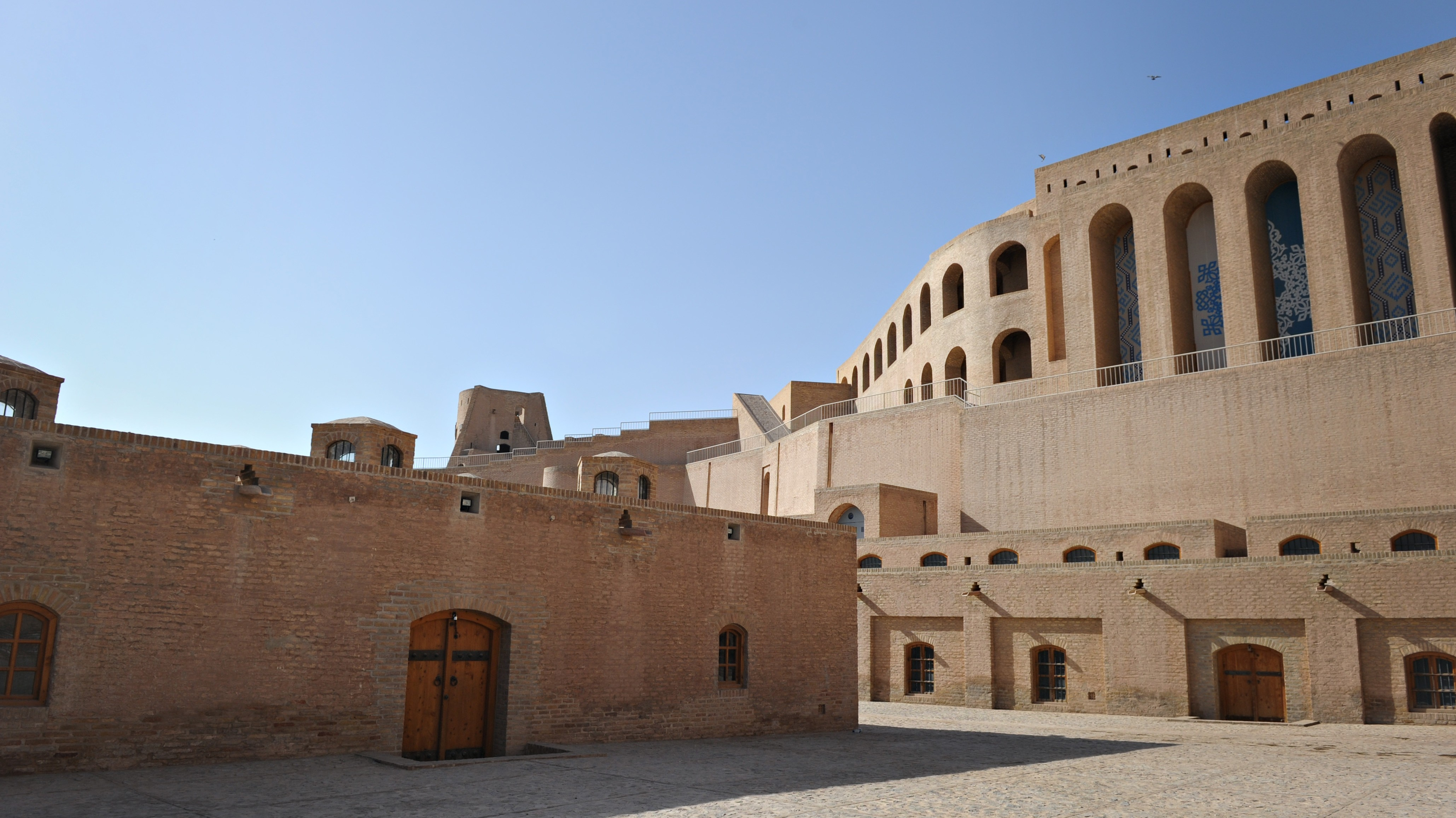
La gran ciudadela, construida en tiempos de Alejandro Magno.

El historiador danés Peter Christensen estimaba que inicios del siglo X, ciudades como Herat, Nishapur, Isfahán, Ray y Merv podían sobrepasar los 100 000 habitantes. En aquella época, según Al-Razi, Herat tenía una circunferencia de 7300 pasos, equivalentes a 325 hectáreas aproximadamente. Es decir, unos 32 000 habitantes si se calculaba una media de 100 habitantes por hectárea.
El historiador Shivan Mahendrarajah creía que, antes de la llegada de los mongoles, la población de la ciudad era de unas 50 000 personas y posiblemente si se incluía a toda su jurisdicción alcanzaba los 150 000. El historiador libanés Philip Khuri Hitti calculó la población de la ciudad en 100 000 habitantes, decayendo a 40 000 después del asedio mongol. Mahendrarajah aceptaba estimaciones que en 1241, la población de Herat era de apenas 6900 personas. Hacia 1330 tenía entre 20 000 y 30 000. Otras fuentes indican que la ciudad pudo alcanzar los 45 500 a 60 000 habitantes en el siglo XIV, durante el gobierno de los kartidas, y su provincia entre trescientos y cuatrocientos mil habitantes. Según Christensen, a fines del siglo XV la zona intramuros de la ciudad ocupaba un área de 200 hectáreas, poblada posiblemente por unas 40 000 personas.
Yaqut al-Hamawi afirmaba que la ciudad tenía 444 000 habitantes en 1217, aunque probablemente se refería a todo el distrito. El demógrafo Tertius Chandler utiliza este dato y lo compara con información de 1950 que indicaba que la población de todo el oasis era 10 veces la de la ciudad (80 000 habitantes de la ciudad frente a 805 000 para todo el oasis). Así, concluye que Herat pudo tener unos 44 000 habitantes. Esto coincide con una estimación de la longitud de sus muros en 9000 pasos, lo que da una ciudad intramuros de 450 hectáreas a la que estima 100 habitantes por cada hectárea. También considera que si los defensores de la ciudad eran 12 000 (todos murieron), pudieron ser hasta un quinto de la población, es decir, que Herat pudo tener un máximo de 60 000 habitantes.
Chandler también ubica a Herat en un listado de ciudades con más de 40 000 habitantes en el año 1200, la pone justo por debajo de Delhi, que estima en 60 000 pobladores, pero no da ninguna cifra específica. En otro listado para ese año, en que las ciudades están ordenadas de mayor a menor población, posiciona a Herat entre las urbes de Colonia, a la que calculaba 50 000 habitantes, y de Granada, con 60 000, aunque más cerca de la segunda. La ciudad se recuperó del saqueo y en 1340 ocupaba un área de 475 hectáreas. En 1450 tenía 50 000 habitantes. Para el año 1503 estimaba que tenía unos 40 000 habitantes, cifra que mantuvo en 1600 y 1700.
En 1800 tenía unos 45 000 (el capitán británico Charles Christie afirmó que eran 100 000 en 1810, pero Chandler lo considera exagerado) y en 1837 creció a 70 000, aunque después de un asedio finalizado al año siguiente sólo quedaban 6000 habitantes. Para 1845 aun no se había recuperado y tenía sólo 20 000 a 22 000 residentes. En 1850 tenía 25 000 habitantes, en 1895 30 000, en 1923 20 000, en 1969 73 700 y en 2005 300 000.

## Turismo y sitios de interés
Los lugares de Herat a visitar son:
- Distritos de la ciudad
  - Shar Noe (‘Ciudad Nueva’).
  - Walayat
  - Ghoulur-due
  - Fargha
  - Durwaza Khush (‘Puerta Alegre’).
  - Char-su (‘Cuatro Caminos’).

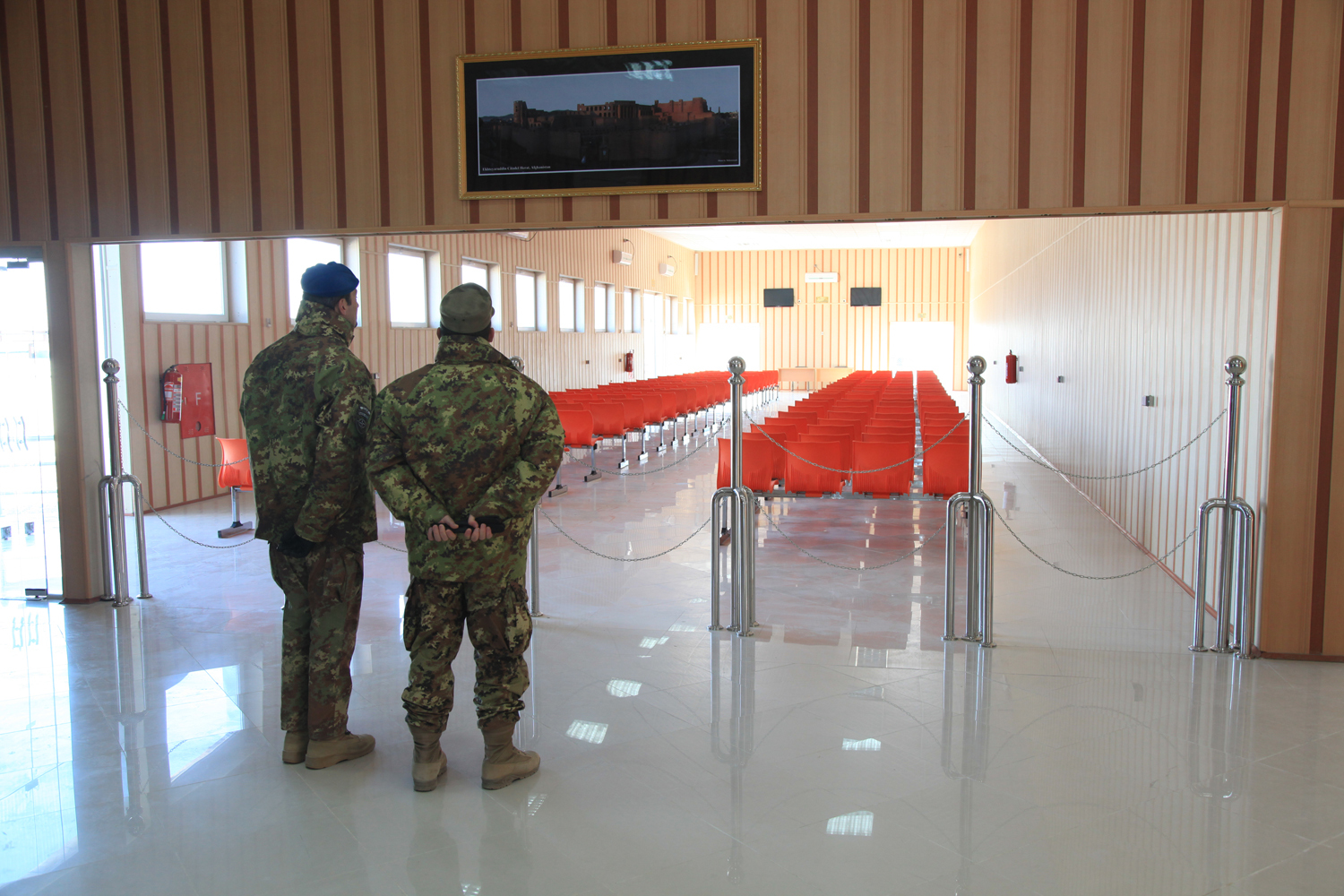
Aeropuerto Internacional de Herat

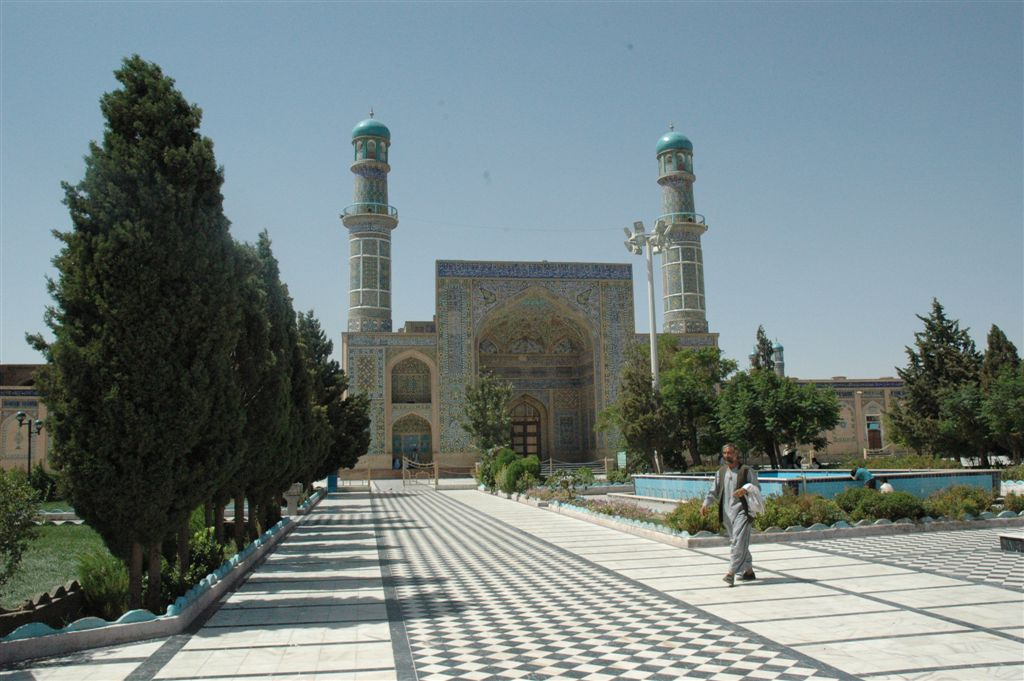
La Mezquita del Viernes, en Herat

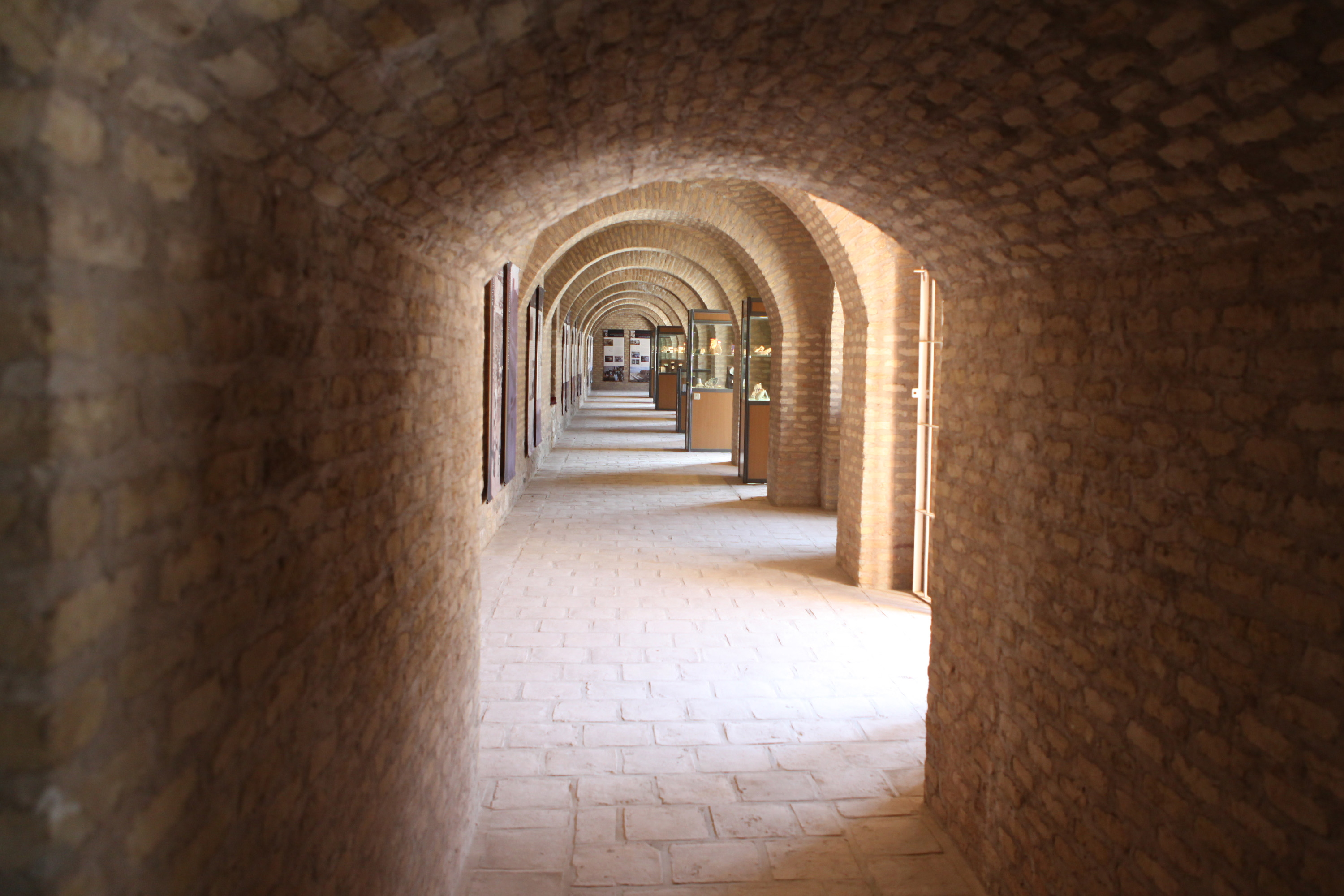
La gran ciudadela, vista interior

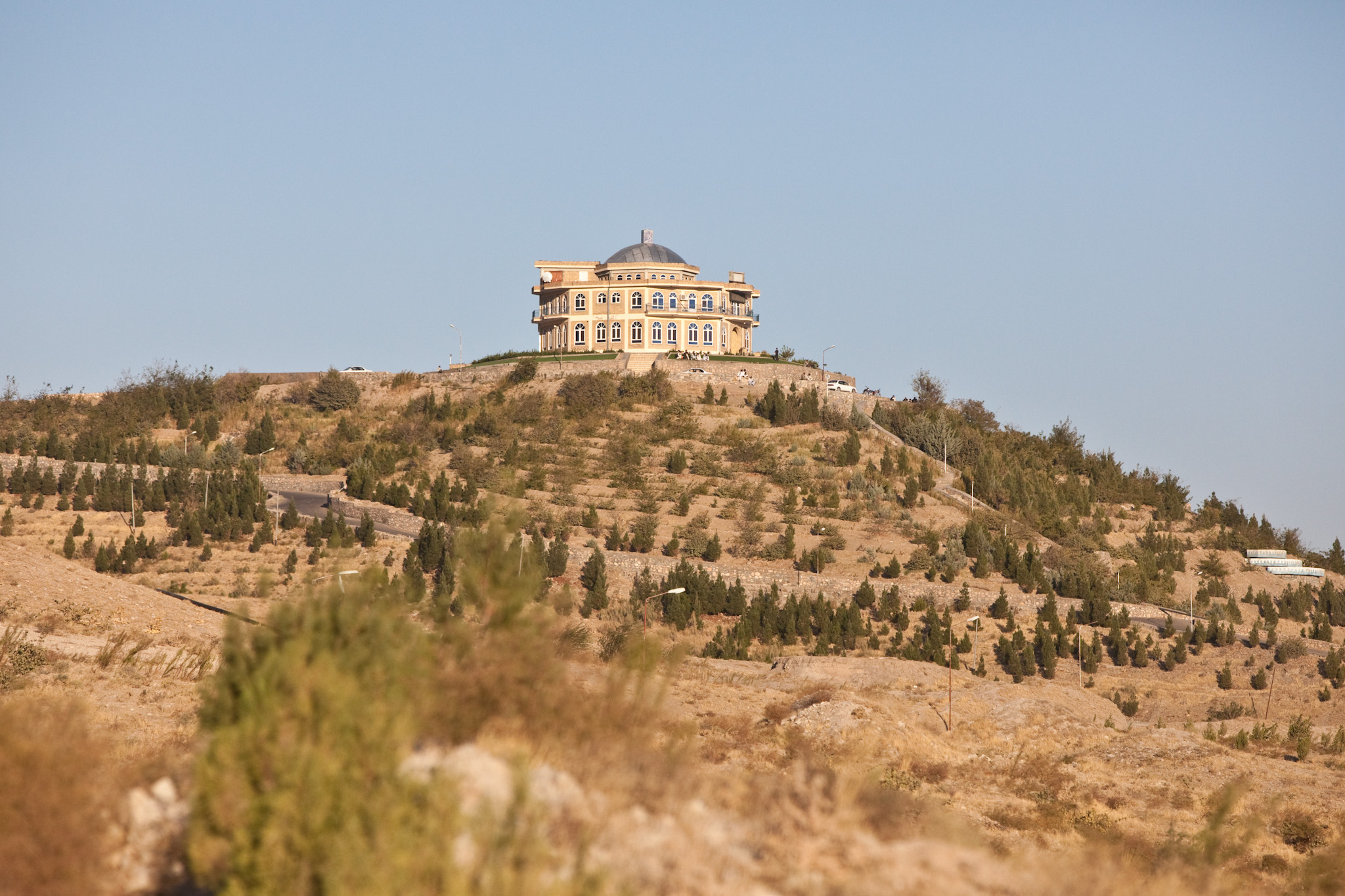
Casa del Gobernador

  - Durwaza Kandahar (‘Puerta de Kandahar’).
  - Pull-ragina
  - Sufi-habad
  - Noe-habad
  - Pull Pashto
  - Pull-malun
  - Thakh-ta Safar

- Monumentos
  - Ciudadela de Alejandro
  - Complejo Musalla
  - Plaza Pashtunistani

- Museos
  - Museo Nacional de Herat
  - Museo de Guerra

- Sepulcros
  - Tumba de la Reina Gawarshad
  - Tumba de Mirwais Sadiq

- Mezquitas
  - Mezquita Juma (‘Mezquita del Viernes’).
  - Kazir-gah Sharif
  - Khalgha Sharif
  - Shah Zahdaha

- Parques
  - Park-e Taraki
  - Park-e Millat
  - Parque Khana-e Jihad

- Estadios
  - Estadio de Herat

## Nacidos en Herat
- Khwaja Abdullah Ansari, famoso poeta persa del siglo XI.
- Jami (Nur ad-Din Abd ar-Rahman Jami), famoso poeta persa y sufista del siglo XV.
- Ali-Shir Nava'i, famoso poeta y político de la era Timúrida.
- Abbas Gholi Khan Shamlu, gobernador de Herat en 1812.
- Kamāl ud-Dīn Behzād, el más grande de los pintores persas medievales.
- Goharshad, esposa de Shāhrūkh Mīrzā.
- Shāhrūkh Mīrzā, emperador de la Dinastía Timúrida en Herat.
- Husayn Bayqarah, emperador de la Dinastía Timúrida en Herat.
- Abás el Grande, emperador del Imperio Safávida.
- Mawlana Faizani, famoso reformador y filósofo del siglo XX.
- Nadia Anjuman (1980-2005), poetisa asesinada por sus familiares.

### Primaria
Los libros son citados en números romanos y capítulos y párrafos en números arábigos. Entre paréntesis se usaron los apellidos de los editores o traductores de las ediciones usadas para indicar las páginas. 
- Al-Razi. Zinet el-Medjalis. Fragmento citado en traducción de la obra Libro de los Países de Abu Abdallah Yaqut ibn-Abdallah al-Rumi al-Hamawi. En Barbier de Meynard, Charles (1861). Dictionnaire géographique, historique et littéraire de la Perse et des contrées adjacentes, extrait du Mo'djem el-bouldan de Yaqout, et complété à l'aide de documents arabes et persans pourla plupart inédits (en francés). París: L'Imprimerie Impériale.
- Estrabón. Geografía. Libro XI. Véase en Hamilton, H. C.; Falconer, W. (1903). The Geography of Strabo (en inglés). Londres: George Bell.
- Sayf ibn Muhammad ibn Yaqub al-Herawi. Historia de Herat. En Majd, Ghulamreza Tabataba’i (2004). Tārīkhnāmeh ye Herāt (en persa). Teherán: Ketabkhana Melli.

### Estudios
- Belenitsky, Aleksandr M. (2019). «27. Историческая топография Герата XV в.».  En Valerii P . Nikonorov; G. A. Belenitskaya, ed. История и культура Центральной Азии в древности и средневековье. Эссеистика разных лет (общество, история, культура) (en ruso). San Petersburgo: Herzen State Pedagogical University of Russia. pp. 464-494.
- Chandler, Tertius (1987). Four Thousand Years of Urban Growth: An Historical Census (en inglés). Lewiston: St. David's University Press.
- Chandler, Tertius; Fox, Gerald (2013). 3000 Years of Urban Growth (en inglés). Ámsterdam: Elsevier. ISBN 9781483271255.
- Christensen, Peter (2016). The Decline of Iranshahr: Irrigation and Environment in the Middle East, 500 BC–AD 1500 (en inglés). Londres: Tauris. Traducción danés-inglés por Steven Sampson. ISBN 9781350988590.
- Christie, Charles (1816). «Appendix. Abstract of captain Christie's Journal».  En Henry Pottinger, ed. Travels in Beloochistan and Sinde: Accompanied by a Geographical and Historical Account of Those Countries (en inglés). Londres: Longman, Hurst, Rees, Orme, and Brown. pp. 403-423.
- Frye, Alex Everett (1895). Complete Geography (en inglés). Boston: Ginn.
- Frye, R. N.; Bosworth, C. E. (2007). «Herat».  En Clifford Edmund Bosworth, ed. Historic Cities of the Islamic World (en inglés). Brill. pp. 153-155. ISBN 9789047423836.
- Hitti, Philip Khuri (1996). The Arabs: A Short History (en inglés). Washington DC: Skyhorse Publishing. ISBN 9780895267061.
- Mahendrarajah, Shivan (2019). «The Iranian interlude: From Mongol decline to Timur's invasion».  En Sussan Babaie, ed. Iran After the Mongols (en inglés). Londres: Bloomsbury Publishing. pp. 159-176. ISBN 9781786736017.
- Mills, Margaret A. (2019). Oral Narrative in Afghanistan: The Individual in Tradition (en inglés). Nueva York: Taylor & Francis. ISBN 9781000094336.
- Potter, Lawrence Goddard (1992). The Kart Dynasty of Herat: Religion and Politics in Medieval Iran (en inglés). Nueva York: Columbia University.
- Scott-Keltie, John; Epstein, M. (1923). The Statesman's Year-Book (en inglés). Londres: MacMillan.